# Puig Cornador (Ribes de Freser)
El Puig Cornador és una muntanya de 1.800 metres que es troba al veïnat de Ribesaltes del municipi de Ribes de Freser, a la comarca catalana del Ripollès.